# 재세례파
재세례파(再洗禮派, 영어: Anabaptism, 독일어: Täufer, 그리스어: Αναβαπτιστές) 또는 재침례파(再浸禮派)는 16세기 종교개혁 당시 서방교회 전통을 모두 허물고 교회를 복음 위에 급진적으로 재건해야 한다는 신학을 따른 급진파 종교개혁의 기독교 종파를 가리킨다. 그 사상을 이어받고 있는 현대의 개신교 교파들로는 아미시파, 후터라이트, 메노나이트가 있다. 전 세계적으로 120여만 명의 교인들이 있으며, 대한민국에도 재세례파(재침례파) 교회가 한 곳 있다. 이 문서에서 재세례파라 함은 주로 16세기 급진적 종교개혁자들을 가리킨다. 크리스트교 종교개혁 초기에 등장하여 유아세례를 부인하고 오직 성인의 세례만 유효하다고 주장하였다. 이들은 유아세례뿐만 아니라 기존 서방교회에서 받은 세례도 무효이기 때문에 그런 사람들은 다시 세례를 받아야 한다고 주장했고, 여기서 그 이름이 유래한다. 유아 세례를 반대하는 교파들은 침례교도 역시 마찬가지이나 그렇다고 해서 그것을 무효라고 주장하지 않는다. 대다수 기독교 교파에서는 세례가 죄의 용서와 구원의 의미가 있기 때문에 사람이 일생 한 번만 받는 것이라고 가르친다. 그러나 재세례파는 이에 반대한 것이다. 성령이 말씀과 함께 역사하기보다는 내적 직접적 조명을 강조하였다. 종교개혁자들이 강조한 성경의 권위보다는 다소 성령님의 직접적 조명을 강조함으로써 위험성을 경고받았다.
재세례파 교인들은 16세기부터 시작해 꾸준히 국가 교회, 관주도적 개신교 및 로마 가톨릭에 의해 심하게 박해를 받았다. 그들의 성경 해석이 공식 국가 교회 해석과 지방 정부 통제와 배치되었기 때문이었다. 그 결과, 재세례파는 그 어떠한 특권도 누리지 못했다. 대부분의 재세례파들은 마태복음 5-7장에 있는 산상수훈을 그대로 해석하며, 증오, 살인, 폭력, 군사 행동, 민간 정부 등에 참여하는 것을 반대한다. 교인들은 자신들을 주로 하나님의 왕국의 시민으로 보고, 지상의 정부에 반대하며, 예수를 따르는 헌신적인 추종자로 예수의 삶을 본받으려고 한다.

## 발생 배경
재세례파의 역사는 그 사상을 반대하는 사람들과 옹호하는 사람들에 의해 왜곡되어 있는 것이 현실이다. 그 근원이 일원이냐 다원이냐에 대해서도 이견이 있다. 소수이기는 하나 재세례파야 말로 초대교회의 사도적 전통을 계승하였다고 주장하는 사람들도 있다.
지역적으로 구분하면 '스위스 형제단' (Grebel, Manz), 네덜란드 및 프리시안 재침례파 (Menno Simons, Dirk Philips), 그리고 남부 독일 재세례파 (Hübmaier, Marpeck)로 구분할 수 있다.
역사학자와 사회학자들은 더 나아가 급진적 재세례파와 평화주의 재세례파로 나눈다. 급진적 재세례파는 "새 예루살렘"을 땅 위에 건설하기 위해 폭력 동원을 인정했다. 급진적 재세례파로 인해 발생한 사건이 뮌스터 반란이다. 그에 반해 신약성서에 근거한 비폭력주의를 주장하는 평화주의자들은 메노나이트(Mennonites)의 기원이 된다. 다시 말해, 원래 메노나이트의 기원은 네덜란드 로마 가톨릭 신부인 메노 시몬스(Menno Simons)가 두 부류의 전통적인 재세례파인 평화적인 오비파(Obbenites)와 급진적인 호프만파(Melchio Hoffman)사이에서 고민하다가 "어떻게 그리스도인이라 자부하는 자가 영적인 무기는 내려두고 세속적인 것을 취하는 것에 하나님의 말씀이 부합하겠는가?"라고 반문하며 평화주의자인 오비파 쪽으로 가입한 것이 계기가 되었고, 이후에 그곳의 지도자가 되었는데, 그의 추종자들을 그의 이름을 따서 메노나이트라 부르게 되었다.메노는 신약성서의 가르침에 따라, 폭력에 반대하는 비폭력주의를 주장하였다.
대표인물로 토마스 뮌쩌(Thomas Muntzer), 콘라드 그레벨(Conrad Grebel), 발타자르 후프마이어(Baltarsar Hubmaier), 메노 시몬스(Menno Simons)가 있다. 천년왕국주의를 주장한 한스 후트(Hans Hut), 한스 뎅크(Hans Denk), 요한 마티스(John Mattys)그리고 합리적 자유주의자들로 카스파르 반 슈벵크펠드(Kaspar van Schwenkfeld), 소시니(Fausto Paulo Szzini)

## 탄압

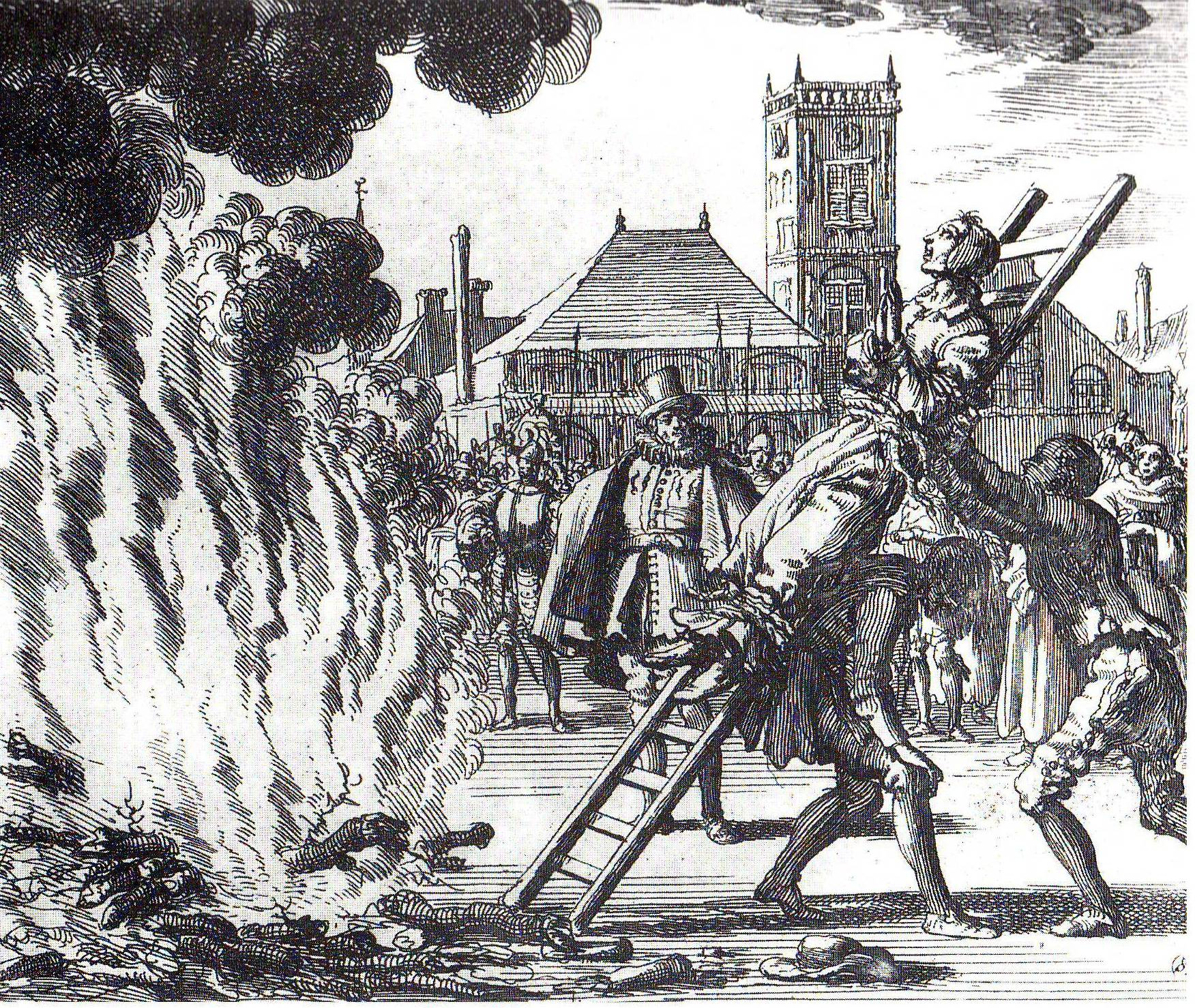
스페인 종교재판소에 의해 이단으로 화형당하는 16세기 네덜란드의 재세례파, Anneken Hendriks

한 번 받은 세례(특히 유아세례)를 무효라고 주장하는 교리로 서방교회의 개혁반대 세력, 천주교 및 개혁찬성 세력, 개신교로부터 이단으로 배척되어 수많은 순교자들이 생겼다. 1525년 스위스의 개혁반대파 지역(천주교)과 그 다음 해에는 개혁찬성파(개신교) 지역 취리히의 의회정부가 재세례파를 이단과 반역죄로 사형에 처하기 시작했다.
이에 따라 수천에 달하는 순교자가 발생했는데 처형 방법도 잔인하였다. 이들의 침례를 희화하여 산채로 물에 빠드리기도 했으며, 그밖에 화형에 처하거나 사지를 절단하는 예도 흔히 있었다. 1523~66년 사이 네덜란드에서 1만3000여명이 희생 되었다는 조사도 있다. 이런 극심한 박해속에 재세례파는 극단적 종말론을 믿는 사람들이 생겨나고, 종교적 극단주의가 활개를 치기에 이르렀다.
1930년에는 나치의 탄압을 피해 후터라이트(재세례파의 일파)공동체인 부르더호프 공동체가 영국으로 건너가기도 했다.

## 교리
- 전쟁, 다툼, 폭력을 반대하는 비폭력주의, 기독교 평화주의
- 종교와 국가의 분리
- 평등과 사랑의 실천을 통한 제자도(그리스도의 제자로서의 삶)의 실천
- 유아세례반대
- 거룩한 삶과 형제애의 실천
- 믿음을 통한 구원의 강조
- 절대적 예정론 반대
- 칼빈의 비가시적 교회 존재 부정
- 루터교나 칼뱅주의 어느 쪽에도 속하지 않고 지상대명령에만 순종[9]

## 학자
- 존 하워드 요더(John Howard Yoder, 1927년 12월 29일~1997년 12월 30일)는 미국 재세례파의 대표적인 신학자, 윤리학자이다. 메노나이트 교단 출신으로 평화주의를 표방한다. 20세기 초반이 칼 바르트의 시대라면 20세기 후반은 요더의 시대라는 말이 있다. 대표적인 저서로 1972년 출판된 예수의 정치학(IVP, 2007)이 있다. 성추행과 권력남용 문제가 있었고, 이와 관련해 야수의 송곳니를 뽑다(대장간, 2018)라는 책이 출판되고 번역되었다.

## 문학작품 속의 재세례교도
볼테르의 대표 소설인 캉디드에는 주인공 캉디드를 도와주는 착한 재세례교도 이야기가 나온다. 캉디드가 전쟁터에서 목숨을 구해 네덜란드에 갔을 때 사람들은 캉디드에게 이렇게 묻는다 "당신은 교황이 적그리스도라고 생각하오?" 라고 질문한다. 캉디드가 이에 우물쭈물 대답하지 않자 그들은 욕을 하며 캉디드를 쫓아내는데 이때 캉디드를 도와주고 빵과 돈을 준 사람이 재세례교도 자크다.
볼테르는 이 작품에서 천주교회 신부들을 타락하고 부패한 인물로 묘사하지만 재세례교도는 착하고 선한 인물로 묘사했다.

## 한국에서의 재세례파
- 단체 한국아나뱁티스트펠로우쉽 (Korean Anabaptist Fellowship),  한국메노나이트교회연합(Mennonite Church South Korea) 소속 교회로 논산평화누림교회  제주하늘가족교회 진해주빌리교회 춘천예수마음교회가 있다.
- 출판 활동   도서출판 대장간(daejanggan.org) : 재세례파 관련한 책을 100여권 출판하고 있다.

## 같이 보기
- 기독교 아나키즘
- 기독교 공산주의
- 기독교 사회주의